# 214
214 (CCXIV) je bilo navadno leto, ki se je po julijanskem koledarju začelo na soboto.

## Dogodki
- 1. januar

## Rojstva
- 10. maj - Klavdij II. Gotski, rimski cesar († 270)